# Параноидный психоз
Парано́ид (от παρά- νοῶ «понимать, соображать» и εἶδος «вид», «внешность», «образ»), или парано́идный психо́з, — более тяжёлый, чем паранойя, но более лёгкий, чем парафрения, бредовый психоз, характеризующийся параноидным синдромом.
Для параноидного синдрома характерен несистематизированный параноидный бред, различный по содержанию; чаще в виде идей преследования, отношения, воздействия, уничтожения, обвинения, ущерба, отравления и др. Иногда сочетается с резко выраженными аффективными расстройствами, например, при депрессивно-параноидном или тревожно-параноидном синдроме. Параноидный бред характеризуется убеждённостью больного во внешнем неблагоприятном воздействии.
Чаще всего параноиды наблюдаются при расстройствах органического генеза, при соматогенных и интоксикационных психозах (как то алкогольный параноид). При эндогенных расстройствах, например параноидной шизофрении, психоз иногда проявляется чистым параноидным синдромом. В других случаях параноидный психоз сочетается с псевдогаллюцинациями (преимущественно слуховыми), иногда с психическими автоматизмами, образуя в совокупности синдром Кандинского — Клерамбо.

## Классификация параноидных психозов
Выделяются следующие виды параноидов:
- Параноидный психоз и параноидное состояние (лат. status paranoides) включены в рубрики МКБ-10 F22.0 «бредовое расстройство» и F22.08 «другие бредовые расстройства».
- Параноиды, вызванные употреблением психоактивных веществ, F10—F19, в том числе алкогольный бред ревности (лат. paranoia ereunatoria alcoholica) и алкогольный параноид (лат. paranoidum alcoholicum):
  - Алкогольный параноид (лат. paranoidum alcoholicum) — острый психоз, развивающийся при хроническом алкоголизме, характеризующийся галлюцинаторно-параноидным синдромом с бредом преследования, выраженным аффектом тревоги и страха, двигательным возбуждением и импульсивными действиями. Содержание бреда обыденное.
  - Острейший алкогольный параноид (лат. paranoidum alcoholicum acūtum) — параноид с бредом преследования и несистематизированными, конкретными идеями, аффектом страха[3].
  - Острый или рудиментарный параноид (лат. paranoidum rudīmentōrum) при стимуляторном психозе, например вызванный интоксикацией метамфетамином, F15.50—F15.53.
- Эндогенные параноидные психозы:
  - Параноидная шизофрения (лат. schizophrenia paranoidea) — одна из наиболее частых форм шизофрении, может протекать как остро (приступообразно), так и хронически (непрерывно-прогредиентное течение). Основа симптоматики этой формы — параноидный синдром. С прогрессированием болезни и ухудшением состояния он трансформируется в галлюцинаторно-параноидный синдром (параноидные бредовые идеи с галлюцинациями), парафренический синдром (фантастические бредовые идеи с галлюцинациями) или синдром Кандинского — Клерамбо. При присутствии последнего синдрома больные могут сообщать, например, что «рот говорит сам по себе, и мне больше не подчиняется», или «шелестящие голоса внутри головы управляют всеми моими действиями» — феномен психического автоматизма. Неизвестные ему люди (ангелы, демоны, инопланетяне) преследуют его — бредовые идеи преследования, «вкладывают» ему в голову свои мысли — симптом вкладывания мыслей и т. п.
  - Шизоаффективное расстройство с депрессивно-параноидным синдромом, F25.1.
- Параноиды в старческом возрасте:
  - Инволюционный параноид (лат. paranoidum involutivum, от лат. in «в течение» и vōlo «стремиться, проходить») — параноидный бред «малого размаха» у людей инволюционного возраста, F22.81. Параноидные бредовые идеи при нём распространяющиеся исключительно на людей ближайшего окружения (соседей или родственников)[3]. Часто наблюдаются и расстройства восприятия, галлюцинации.
  - Сенильная деменция параноидного типа или сенильный параноид.
- Психогенные параноиды:
  - Психогенный параноидный психоз или просто психогенный параноид (лат. paranoidum psychogenum) — реактивный параноидный психоз[3].
  - Острый параноид (лат. paranoidum acūtum) входит в рубрику F23.3 «другие острые преимущественно бредовые психотические расстройства». Острый параноид — параноидное расстройство с преобладанием временного бреда преследования[3].
  - Индуцированное параноидное расстройство (folie à deux) — индуцированное бредовое расстройство, F24.
  - Ситуационный параноид (параноид внешней обстановки) — психогенный психоз, возникающий в необычной обстановке, например при путешествии, на фоне ослабления или истощения организма[3].
  - Параноидная реакция (лат. reāctiō paranoidea) входит в F23.3 «другие острые преимущественно бредовые психотические расстройства». Это реакция с параноидным бредом, содержание которого могут отображать обстоятельства, спровоцировавшие реакцию[4]. Реакция, как правило, вызвана каким-либо эмоциональным стрессом.
    - Острая параноидная реакция или острый реактивный параноидный психоз.